# Shū Kurata
Shū Kurata (倉田 秋?, Kurata Shū; Takatsuki, 26 novembre 1988) è un calciatore giapponese, centrocampista o attaccante del Gamba Osaka.

## Carriera

### Club
Il 16 aprile 2017, contro i rivali del Cerezo Osaka (che non sfidava il Gamba Osaka da 5 anni) segna la rete del pareggio al 92º, portando la sua squadra al 2-2.

## Statistiche

### Presenze e reti nei club
Statistiche aggiornate all'8 dicembre 2024.
| Stagione           | Club               | Campionato         | Campionato | Campionato | Coppe nazionali | Coppe nazionali | Coppe nazionali | Coppe continentali | Coppe continentali | Coppe continentali | Altre coppe | Altre coppe | Altre coppe | Totale | Totale |
| Stagione           | Club               | Comp               | Pres       | Reti       | Comp            | Pres            | Reti            | Comp               | Pres               | Reti               | Comp        | Pres        | Reti        | Pres   | Reti   |
| ------------------ | ------------------ | ------------------ | ---------- | ---------- | --------------- | --------------- | --------------- | ------------------ | ------------------ | ------------------ | ----------- | ----------- | ----------- | ------ | ------ |
| 2007               | Gamba Osaka        | J1                 | 6          | 0          | CG+CdL          | 0+2             | 0               | -                  | -                  | -                  | SG          | 0           | 0           | 8      | 0      |
| 2008               | Gamba Osaka        | J1                 | 13         | 0          | CG+CdL          | 4+2             | 0               | ACL                | 3                  | 0                  | SBC+Cmc     | 1+0         | 0           | 23     | 0      |
| 2009               | Gamba Osaka        | J1                 | 3          | 0          | CG+CdL          | 0               | 0               | ACL                | 1                  | 0                  | SG          | 0           | 0           | 4      | 0      |
| 2010               | JEF United         | J2                 | 29         | 8          | CG              | 3               | 1               | -                  | -                  | -                  | -           | -           | -           | 32     | 9      |
| 2011               | Cerezo Osaka       | J1                 | 33         | 10         | CG+CdL          | 4+1             | 0               | ACL                | 9                  | 1                  | -           | -           | -           | 47     | 11     |
| 2012               | Gamba Osaka        | J1                 | 31         | 7          | CG+CdL          | 4+2             | 1+0             | ACL                | 3                  | 1                  | -           | -           | -           | 40     | 9      |
| 2013               | Gamba Osaka        | J2                 | 28         | 8          | CG              | 1               | 0               | -                  | -                  | -                  | -           | -           | -           | 29     | 8      |
| 2014               | Gamba Osaka        | J1                 | 30         | 6          | CG+CdL          | 6+11            | 3+2             | -                  | -                  | -                  | -           | -           | -           | 47     | 11     |
| 2015               | Gamba Osaka        | J1                 | 31+3       | 5+0        | CG+CdL          | 4+4             | 1+0             | ACL                | 11                 | 2                  | SG+SBC      | 1+1         | 0           | 55     | 8      |
| 2016               | Gamba Osaka        | J1                 | 34         | 2          | CG+CdL          | 2+5             | 0               | ACL                | 5                  | 0                  | SG          | 1           | 0           | 47     | 2      |
| 2017               | Gamba Osaka        | J1                 | 33         | 8          | CG+CdL          | 2+2             | 0               | ACL                | 6                  | 0                  | -           | -           | -           | 43     | 8      |
| 2018               | Gamba Osaka        | J1                 | 31         | 4          | CG+CdL          | 1+6             | 0               | -                  | -                  | -                  | -           | -           | -           | 38     | 4      |
| 2019               | Gamba Osaka        | J1                 | 31         | 7          | CG+CdL          | 1+8             | 0+3             | -                  | -                  | -                  | -           | -           | -           | 40     | 10     |
| 2020               | Gamba Osaka        | J1                 | 34         | 4          | CG+CdL          | 2+2             | 0               | -                  | -                  | -                  | -           | -           | -           | 38     | 4      |
| 2021               | Gamba Osaka        | J1                 | 37         | 1          | CG+CdL          | 3+2             | 1+0             | ACL                | 6                  | 1                  | SG          | 1           | 0           | 49     | 3      |
| 2022               | Gamba Osaka        | J1                 | 18         | 0          | CG+CdL          | 2+3             | 0               | -                  | -                  | -                  | -           | -           | -           | 23     | 0      |
| 2023               | Gamba Osaka        | J1                 | 17         | 1          | CG+CdL          | 0+4             | 0               | -                  | -                  | -                  | -           | -           | -           | 21     | 1      |
| 2024               | Gamba Osaka        | J1                 | 25         | 1          | CG+CdL          | 4+1             | 0               | -                  | -                  | -                  | -           | -           | -           | 30     | 1      |
| Totale Gamba Osaka | Totale Gamba Osaka | Totale Gamba Osaka | 405        | 54         |                 | 90              | 11              |                    | 35                 | 4                  |             | 5           | 0           | 535    | 69     |
| Totale carriera    | Totale carriera    | Totale carriera    | 467        | 72         |                 | 98              | 12              |                    | 44                 | 5                  |             | 5           | 0           | 614    | 89     |

### Cronologia presenze e reti in nazionale
| Cronologia completa delle presenze e delle reti in nazionale ― Giappone | Cronologia completa delle presenze e delle reti in nazionale ― Giappone | Cronologia completa delle presenze e delle reti in nazionale ― Giappone | Cronologia completa delle presenze e delle reti in nazionale ― Giappone | Cronologia completa delle presenze e delle reti in nazionale ― Giappone | Cronologia completa delle presenze e delle reti in nazionale ― Giappone | Cronologia completa delle presenze e delle reti in nazionale ― Giappone | Cronologia completa delle presenze e delle reti in nazionale ― Giappone |
| Data                                                                    | Città                                                                   | In casa                                                                 | Risultato                                                               | Ospiti                                                                  | Competizione                                                            | Reti                                                                    | Note                                                                    |
| ----------------------------------------------------------------------- | ----------------------------------------------------------------------- | ----------------------------------------------------------------------- | ----------------------------------------------------------------------- | ----------------------------------------------------------------------- | ----------------------------------------------------------------------- | ----------------------------------------------------------------------- | ----------------------------------------------------------------------- |
| 5-8-2015                                                                | Wuhan                                                                   | Giappone                                                                | 1 – 1                                                                   | Corea del Sud                                                           | Coppa dell'Asia orientale 2015                                          | -                                                                       | 88’                                                                     |
| 23-3-2017                                                               | Al Ain                                                                  | Emirati Arabi Uniti                                                     | 0 – 2                                                                   | Giappone                                                                | Qual. Mondiali 2018                                                     | -                                                                       | 71’                                                                     |
| 7-6-2017                                                                | Chōfu                                                                   | Giappone                                                                | 1 – 1                                                                   | Siria                                                                   | Amichevole                                                              | -                                                                       | 10’                                                                     |
| 13-6-2017                                                               | Teheran                                                                 | Iraq                                                                    | 1 – 1                                                                   | Giappone                                                                | Qual. Mondiali 2018                                                     | -                                                                       | 70’                                                                     |
| 6-10-2017                                                               | Toyota                                                                  | Giappone                                                                | 2 – 1                                                                   | Nuova Zelanda                                                           | Amichevole                                                              | 1                                                                       | 82’                                                                     |
| 10-10-2017                                                              | Yokohama                                                                | Giappone                                                                | 3 – 3                                                                   | Haiti                                                                   | Amichevole                                                              | 1                                                                       | 59’                                                                     |
| 9-12-2017                                                               | Chōfu                                                                   | Giappone                                                                | 1 – 0                                                                   | Corea del Nord                                                          | Coppa dell'Asia orientale 2017                                          | -                                                                       | 81’                                                                     |
| 12-12-2017                                                              | Chōfu                                                                   | Giappone                                                                | 2 – 1                                                                   | Cina                                                                    | Coppa dell'Asia orientale 2017                                          | -                                                                       |                                                                         |
| 16-12-2017                                                              | Chōfu                                                                   | Giappone                                                                | 1 – 4                                                                   | Corea del Sud                                                           | Coppa dell'Asia orientale 2017                                          | -                                                                       | 81’                                                                     |
| Totale                                                                  |                                                                         | Presenze                                                                | 9                                                                       |                                                                         | Reti                                                                    | 2                                                                       |                                                                         |

## Palmarès

### Club

#### Competizioni nazionali
- Coppa J. League: 2

Gamba Osaka: 2007, 2014
- Coppa dell'Imperatore: 4

Gamba Osaka: 2008, 2009, 2014, 2015
- J2 League: 1

Gamba Osaka: 2013
- Campionato giapponese: 1

Gamba Osaka: 2014
- Supercoppa del Giappone: 1

Gamba Osaka: 2015

#### Competizioni internazionali
- Pan-Pacific Championship: 1

Gamba Osaka: 2008
- AFC Champions League: 1

Gamba Osaka: 2008